# Domènec Ferrer i Arquimbau
Domènec Ferrer i Arquimbau (segle xviii - segle XIX) fou un tenor de la capella de la Catedral de Girona. L’any 1804 va optar per a la plaça d'organista de la mateixa catedral però no la va guanyar.